# Lepidosaphes junipericola
Lepidosaphes junipericola är en insektsart som först beskrevs av Tang 1986.  Lepidosaphes junipericola ingår i släktet Lepidosaphes och familjen pansarsköldlöss. Inga underarter finns listade i Catalogue of Life.